# Основно училище „Екзарх Антим I“
Основно училище „Екзарх Антим I“ е основно училище в гр. Пловдив.

## История
През 1929 г. в територията между Бунарджика и Джендем тепе е построено училището, което отваря врати на 7 октомври 1930 г. На 21 декември 1930 г. се извършва официалното откриване на начално училище „Антим І“.
През 1950 – 1951 г. по предложение на отдел „Народна просвета“ и по решение на ГНС училището се трансформира от начално в основно.
На 15 май 1959 г. се започва строеж на втори етаж, който е завършен на 1 ноември 1959 г.